# Miracle (Hurts)
Miracle è un singolo del gruppo musicale britannico Hurts, pubblicato l'11 gennaio 2013 come primo estratto dal secondo album in studio Exile.

## Video musicale
Un primo videoclip di Miracle è stato diretto da Chris Turner e pubblicato il 4 febbraio 2013. Questa versione è stata tuttavia rimossa e sostituita da un nuovo videoclip, diretto da Frank Borin e distribuito il 28 dello stesso mese.

## Tracce
Testi e musiche degli Hurts.
Download digitale – 1ª versione
1. Miracle – 3:44

Download digitale – remix (Germania)
1. Miracle (Robots Don't Sleep Remix) – 3:41

CD singolo (Europa)
1. Miracle – 3:46
2. Miracle (Live at WDR2) – 3:48

Download digitale – 2ª versione
1. Miracle – 3:44
2. Miracle (BURNS 50Hz Version) – 4:47
3. Miracle (Breakage's an Inferior Titles Moment Mix) – 5:06
4. Miracle (Russ Chimes Remix) – 4:32
5. Miracle (Kill FM Remix) – 5:11
6. Miracle (∆T∆TIK∆'s 'Miraculous' REMIX) – 5:44

## Formazione
Gruppo
- Adam Anderson – programmazione, tastiera
- Theo Hutchcraft – voce, programmazione, tastiera

Altri musicisti
- Pete Watson – basso, pianoforte
- Paul Walsham – batteria
- Wil Malone – arrangiamento e direzione ottoni
- John Barclay – tromba
- Tom Rees-Roberts – tromba
- Richard Edwards – trombone basso
- Andy Wood – trombone basso
- Laurence Davies – corno
- Simon Rayner – corno
- Richard Watkins – corno

Produzione
- Hurts – produzione
- Dan Grech-Marguerat – produzione, ingegneria del suono
- Duncan Fuller – assistenza tecnica
- Spike Stent – missaggio
- Ted Jensen – mastering

## Classifiche
| Classifica (2013) | Posizione massima |
| ----------------- | ----------------- |
| Austria           | 43                |
| Belgio (Fiandre)  | 56                |
| Germania          | 23                |
| Regno Unito       | 120               |
| Svizzera          | 27                |

## Date di pubblicazione
| Paese    | Data            | Formati                         |
| -------- | --------------- | ------------------------------- |
| Mondo    | 11 gennaio 2013 | Download digitale – 1ª versione |
| Germania | 8 febbraio 2013 | Download digitale (Remix)       |
| Mondo    | 8 marzo 2013    | Download digitale – 2ª versione |